# Réal Béland (fils)
Pour les articles homonymes, voir Réal Béland et Béland.
 (juillet 2018).
Réal Béland Jr., né à Montréal le 8 mars 1971, est un humoriste québécois. Il est le fils de Réal Béland (père) humoriste, comédien et de Suzanne Belisle, ainsi que le demi-frère de la défunte chanteuse Pier Béland et le cousin de Caroline Briand. Il est entre autres connu pour son personnage du King des ados et pour avoir réussi à s'infiltrer au Festival de Cannes.
Réal Jr joue le rôle de Martin dans Les Boys 4. Il œuvrait à la radio, sur les ondes de CKMF-FM 94.3, entre 1996 et 2000, à CKOI-FM 96.9, entre 2000 et 2006, et est revenu à Énergie (CKMF-FM 94.3), le 21 août 2006, à l'émission C't'encore drôle, avec Pierre Pagé, Mitsou et François Pérusse pour quelques mois. Il a co-animé l'émission Tout un retour à CKOI-FM pour l'été. Réal Béland est détenteur d'un baccalauréat en enseignement du français de l'Université de Montréal.
Avec l'aide de son collègue, Stéphane K. Lefebvre, et d'une équipe technique dissimulée, Réal Béland a réalisé de nombreux gags dans les rues de Montréal et aux alentours. Ces gags consistent pour la plupart à rendre mal à l'aise les passants en les abordant de façon inusitée. Ils captaient souvent les images et le son de leurs coups à l'aide de micros et de caméras cachés.
Après leurs succès à Montréal, Réal et Stéphane sont allés tourner leurs gags en Europe, et puis au Japon (dans Nos Voisins Dhantsu).
Il est un amateur de céréales et a lui même créer l'équipe d'intégration  70 CéRéal Beland.[réf. nécessaire] Béland et sa fille ont reçu un diagnostic de syndrome d'Asperger et lui a également des troubles obsessionnels compulsifs. 

## Filmographie
- 2005 : Les Cousins du vrai monde
- 2006 : Les Boys 4: Martin
- 2007 : Nos voisins Dhantsu: Docu-film humoristique tourné au Japon
- 2007 : Réal Béland - Live in Pologne: Docu-film humoristique tourné en Pologne relatant les succès de sa musicographie, succès ayant pris une tournure disproportionnée dans ce pays
- 2009 : Kanah D'ha: Téléfilm humoristique racontant l'histoire d'un Canadien né dans un corps d'Indien

## Télévision
- 2003 : Le programme du vrai monde
- 2005 : Au-delà du Réal
- 2007 : Les Boys
- 2008 : Pièce d'identité
- 2008 : Karv, l'anti.gala
- 2008 : t'es MÉTAL ou tu l'es PAS
- 2009 : Wipeout
- 2009 : Les Tripeux (Z télé)
- 2010 : Caméra Café
- 2011 : En avant la musiqueplus
- 2013 : Réal dans mes rénos

## Discographie
- 2000: "La bulle à Réal tome 1"
- 2001: "La bulle à Réal tome 2"
- 2007: "Réal Béland LIVE in Pologne"
- 2007: "Mr.Latreille"
- 2014: "Mr.Latreille en rappel"